# Triticum turgidovillosum
Triticum turgidovillosum là một loài thực vật có hoa trong họ Hòa thảo. Loài này được Tschermak miêu tả khoa học đầu tiên năm 1930.